# Live'niversaire
Albums de Sonerien Du
Seizh
(2012)
Live'niversaire est le vingt-troisième album du groupe breton Sonerien Du. Il a été réalisé pour les 40 ans du groupe et enregistré à Pont-l'Abbé les 17 et 18 août 2012. Le coffret comprend un CD, un DVD et un livret de photographies. Il s'agit du 3e album live du groupe après ceux de 2000 et de 2011 et le 1er DVD du groupe.

## Présentation
Plus de 5 000 danseurs et spectateurs se sont ainsi retrouvés à Pont-l'Abbé des 17 et 18 août 2012 pour une fête organisée à l'occasion des 40 ans des Sonerien Du. L'événement était organisé par l'association pont-l'Abbiste An Heol Nevez.
Sur la vidéo qui, à l'exception des deux titres incontournables "l'artilleur" et "Kanomp ha roulomp atao", ne comprend pas les mêmes morceaux que le CD, apparaît le bagad ar Meilhoù Glaz. « Belle et grande présence originale que celle des 40 musiciens quimpérois dirigés par Fabien Lalaizon ».
Le concert du 18 août est par ailleurs passé en direct sur Internet sous forme d'un Cyber fest-noz organisé par l'association An Tour Tan,.
La réalisation du film présent sur le DVD n'est pas la même que celle diffusé via le web le soir même. C'est Philippe Férec qui a réalisé le film ainsi que, comme à son habitude, le mixage son du CD et du DVD.
Ce film ayant été réalisé en HD, peut être qu'un Blu-ray pourrait voir le jour un jour qui sait ....
Le concert et le coffret ont été organisés en partenariat avec France 3 Bretagne, An Tour Tan Web Média SAS et France Bleu Breizh Izel.

## CD

### Titres
| 1.    | Pedont war Bont             | trad / Ph. Ferec                     | Rond de Landéda       | 5:00 |
| 2.    | La Nuit                     | D. Lardic / Ph. Ferec                | An-dro                | 3:49 |
| 3.    | Les écureuils du Mont-Royal | trad / Ph. Ferec                     | Cochinchine           | 4:20 |
| 4.    | La langue de chez moi       | Louis Bertholom / Jean-Pierre Le Cam | Hanter-dro sklamm     | 4:34 |
| 5.    | 1.2.3 Ridée                 | G. Belbéoch / Ph. Ferec              | Laridé 6 temps        | 4:03 |
| 6.    | Demat d'ar Sporturien       | trad / J. Beauchamp / Ph. Ferec      | Kost ar c'hoad        | 5:07 |
| 7.    | La Rose au Rosier           | trad / Ph. Ferec                     | Polka                 | 4:01 |
| 8.    | Waraok                      | C. Morvan / Ph. Ferec                | Avant-deux de travers | 4:12 |
| 9.    | Steïr I                     | trad / Ph. Ferec / H. Kerneis        | Plinn                 | 5:18 |
| 10.   | Steïr II                    | trad / Ph. Ferec                     | Bal plinn             | 3:41 |
| 11.   | Steïr III                   | trad / Ph. Ferec / H. Kerneis        | Plinn                 | 4:16 |
| 12.   | Y'a du Zèle                 | J.-P. Le Cam / Ph. Ferec             | Rond de Saint-Vincent | 5:26 |
| 13.   | L'artilleur                 | J.-P. Le Cam / J.-P. Le Cam          | An-dro                | 7:50 |
| 14.   | Kanomp ha Roulomp Atao      | trad / Ph. Ferec / H. Kerneis        | Rond Pagan            | 5:16 |
| 66:53 |                             |                                      |                       |      |

### Détails
Traduction des titres bretons en français :
- Pedont war Bont : Quand ils étaient sur le pont
- Demat d'ar Sporturien : Bonjour aux sportifs
- Kanomp ha Roulomp Atao : Nous chantons et nous menons une vie dissolue toujours

## DVD

### Titres
| 1.    | Meli-Andro                                                         | trad / Ph. Ferec                        | An-dro                |  |
| 2.    | Les Reclus                                                         | trad / Julien Tymen / Ph. Ferec         | Bourrée               |  |
| 3.    | À Quimper sur le p'tit pont                                        | G. Belbeoc'h / Claude Ziegler           | Ridée de Guillac      |  |
| 4.    | Koad an Noz                                                        | Ph. Ferec / G. Belbeoc'h                | Scottish              |  |
| 5.    | La légende de Connor (avec le bagad ar Meilhoù Glaz)               | D. Lardic / Ph. Ferec                   | Valse écossaise       |  |
| 6.    | Kervazegan's Fair                                                  | trad / Ph. Ferec / Julien Tymen         | Cercle circassien     |  |
| 7.    | Le Cheval Doré                                                     | J.-P. Le Cam / Ph. Ferec                | Hanter-dro            |  |
| 8.    | Reder Noz I                                                        | trad / Ph. Ferec                        | Gavotte (ton simpl)   |  |
| 9.    | Reder Noz II                                                       | J. Beauchamp / Ph. Ferec                | Gavotte (tamm kreiz)  |  |
| 10.   | Reder Noz III (avec le bagad ar Meilhoù Glaz)                      | trad / Ph. Ferec                        | Gavotte (ton doubl)   |  |
| 11.   | Roc'h ar Salud (Le bagad ar Meilhoù Glaz seul)                     | Yves Berthou                            | /                     |  |
| 12.   | Alinoë (avec le bagad ar Meilhoù Glaz)                             | trad                                    | An-dro                |  |
| 13.   | Ruz pa guz (avec le bagad ar Meilhoù Glaz)                         | G. Belbeoc'h / Ph. Ferec / Julien Tymen | Laridé 8 temps        |  |
| 14.   | Toute la nuit, les chats sont gris (avec le bagad ar Meilhoù Glaz) | J.-P. Le Cam / H. Kerneis / Ph. Ferec   | Rond de Saint-Vincent |  |
| 15.   | L'Artilleur (avec le bagad ar Meilhoù Glaz)                        | J.-P. Le Cam                            | An-dro                |  |
| 16.   | Kanomp ha Roulomp Atao (avec le bagad ar Meilhoù Glaz)             | trad / Ph. Ferec / H. Kerneis           | Rond Pagan            |  |
| 17.   | Jean-Marie (rappel)                                                | trad / Sonerien Du                      | Laridé 8 temps        |  |
| 95:00 |                                                                    |                                         |                       |  |

### Détails
Traduction des titres bretons en français :
- Koad an Noz : Littéralement « Le bois de la nuit », bois légendaire qui recouvrait la baie du Kernic, près de Plouescat, avant que celle-ci ne devienne un bras de mer.
- Reder Noz : Le coureur de nuit.
- Roc'h ar Salud : Le rocher du salut.
- Ruz pa guz.
- Kanomp ha Roulomp Atao : Nous chantons et nous menons une vie dissolue toujours.

## Musiciens
- Jean-Pierre Le Cam : Basse, chant.
- Gérard Belbeoch : Batterie, chant.
- Dominique Lardic : Guitares, chant.
- Philippe Ferec : Claviers, accordéon, chant.
- Julien Tymen : Bombardes, clarinette, flûtes, chant.
- Chim Cadudal : Cornemuse, biniou, veuze, chant.
- Claude Ziegler : Guitares, mandoline, violon, chant.

Invités :
- Bagad ar Meilhoù Glaz
- Jacques Beauchamp : Bombarde, chant (sur Reder Noz, Kanomp ha Roulomp Atao et Jean-Marie).
- Raymond Riou : Chant (sur Ruz pa Guz, Les Chats, L'Artilleur, Kanomp ha Roulomp Atao et Jean-Marie).

### Sources
- Gérard Classe, « Sonerien Du : L'album des 40 ans est tout show ! », Le Télégramme,‎ 22 novembre 2012 (lire en ligne)
- « Sonerien Du : 40 ans, Live anniversaire », Le Télégramme,‎ 3 décembre 2012 (lire en ligne)
- « Sonerien Du : Double CD-DVD pour le 40e anniversaire », Ouest-France,‎ 7 janvier 2013 (lire en ligne)